# スクラン
スクラン (Seclin) は、フランス北部のコミューン。この住民のことはスクリノワ（女性形はスクリノワーズ）と呼ぶ。

## 地理
ノール県にあり、県庁所在地のリールの南に当たる。

### 語源
フランドルは繊維産業で古くから知られるが、この町の名前も繊維工業にかかわりがあり、「乾いた」 (sec) と「亜麻布」 (lin) が結びついたものである。

## 経済
- ダッソー - 航空機メーカー

## 観光名所
- サン＝ピア教会 (La collégiale Saint-Piat)
- 聖母病院 (L'hôpital Notre-Dame)
- スクランの砦 (Le fort de Seclin)
  - デュウー砦 (Fort Duhoux) とも呼ばれる。セレ・ド・リヴィエール方式（フランス語版）に基づき、1875年から1880年に建造されたリールの城塞群の一部で、保存状態は非常に良好である。1996年に改修され、2003年10月からは第一次世界大戦を含む1870年から1920年までの歩兵や砲兵に関する博物館となっており、貴重な物品の展示も行われている。

## スクランにゆかりのある有名人
- アルチュール・ラメット（フランス語版） - 政治家
- トマ・ディディヨン - サッカー選手
- アンドレ・アイェウ - サッカー選手

## 姉妹都市
- ザブジェ（ポーランド）
- Apolda（ドイツ）
- Larkhall（イギリス・スコットランド）
- Meguet（ブルキナファソ）